# Grammy Award du meilleur livre audio
Le Grammy Award du meilleur livre audio (Best Audio Book, Narration & Storytelling Recording) est une récompense décernée lors des cérémonies annuelles des Grammy Awards décernée au livre audio de l'année.

## Lauréats
| Année | Artiste(s)     | Titre                                             |
| ----- | -------------- | ------------------------------------------------- |
| 2023  | Viola Davis    | Finding Me                                        |
| 2024  | Michelle Obama | The Light We Carry: Overcoming In Uncertain Times |
| 2025  | Jimmy Carter   | Last Sundays In Plains: A Centennial Celebration  |